# Karolína Indráčková
Karolína Indráčková (26 agosto 1997) è una saltatrice con gli sci ceca.

## Biografia
Sorella di Anežka, a sua volta saltatrice con gli sci, e attiva in gare FIS dal febbraio del 2012, Karolína Indráčková ha esordito in Coppa del Mondo il 2 dicembre 2018 a Lillehammer (37ª) e ai Campionati mondiali a Seefeld in Tirol 2019, dove è stata 31ª nel trampolino normale, 9ª nella gara a squadre e 9ª nella gara a squadre mista. Ai Mondiali di Oberstdorf 2021 si è classificata 25ª nel trampolino normale, 25ª nel trampolino lungo, 8ª nella gara a squadre e 8ª nella gara a squadre mista; l'anno dopo ai XXIV Giochi olimpici invernali di Pechino 2022, sua prima presenza olimpica, si è piazzata 28ª nel trampolino normale e 7ª nella gara a squadre mista. Ai Mondiali di Planica 2023 è stata 32ª nel trampolino normale, 34ª nel trampolino lungo e 11ª nella gara a squadre mista e a quelli di Trondheim 2025 si è classificata 35ª nel trampolino normale, 22ª nel trampolino lungo, 10ª nella gara a squadre e 13ª nella gara a squadre mista.

## Palmarès

### Coppa del Mondo
- Miglior piazzamento in classifica generale: 29ª nel 2024